# Du tog din plats på Faderns högra sida
Du tog din plats på Faderns högra sida är en psalm med text skriven 1916 av Lewi Pethrus och musik av okänd upphovsman.

## Publicerad i
- Segertoner 1988 som nr 463 under rubriken "Ur kyrkoåret - Kristi himmelsfärds dag".[1]